# Ami Otaki
Ami Otaki (大滝 麻未, 28 de juliol de 1989) és una futbolista japonesa.

## Selecció del Japó
Va debutar amb la selecció del Japó el 2012. Va disputar 3 partits amb la selecció del Japó.

## Estadístiques
| Selecció del Japó | Selecció del Japó | Selecció del Japó |
| Anys              | Partits           | Gols              |
| ----------------- | ----------------- | ----------------- |
| 2012              | 1                 | 0                 |
| 2013              | 2                 | 0                 |
| Total             | 3                 | 0                 |